# منتخب موزمبيق تحت 17 سنة لكرة القدم
منتخب موزمبيق تحت 17 سنة لكرة القدم  هو ممثل موزمبيق الرسمي في المنافسات الدولية في كرة القدم  تحت 17 سنة.